# Isereus giordani
Isereus giordani es una especie de escarabajo del género Isereus, familia Leiodidae. Fue descrita por Bonadona en 1981.

## Distribución
Se encuentra en Francia.